# 74. Tony-gála
A 74. Tony-gála a 2019/2020-as szezon legjobb Broadway színházi alakításait értékelte. A díjátadót a Covid19-pandémia miatti csúszások következtében 2021. szeptember 26-án tartották a New York-i Winter Garden Theatreben, a műsor házigazdái Audra McDonald és Leslie Odom Jr. voltak. A ceremóniát a CBS televízióadó és a Paramount+ streamingszolgáltató közvetítette élőben, a jelöltek listáját James Monroe Iglehart jelentette be 2020. október 15-én.

## Győztesek és jelöltek
A nyertesek félkövérrel jelölve.
| Legjobb színdarab ‡ | Legjobb musical ‡ |
| --- | --- |
| - The Inheritance – Matthew López - Válaszfalak – Bess Wohl - Sea Wall/A Life – Simon Stephens, Nick Payne - Slave Play – Jeremy O. Harris - The Sound Inside – Adam Rapp                                                                                               | - Moulin Rouge! - Jagged Little Pill - Rocknagyi |
| Legjobb színdarab újra a színpadon ‡ | Legjobb szövegkönyv musicalben |
| - A Soldier's Play - Árulás - Krumplirózsa | - Diablo Cody – Jagged Little Pill - John Logan – Moulin Rouge! - Katori Hall, Frank Ketelaar, Kees Prins – Rocknagyi |
| Legjobb férfi főszereplő színdarabban | Legjobb női főszereplő színdarabban |
| - Andrew Burnap – The Inheritance (Toby Darling) - Ian Barford – Linda Vista (Wheeler) - Jake Gyllenhaal – Sea Wall/A Life (Abe) - Tom Hiddleston – Árulás (Robert) - Tom Sturridge – Sea Wall/A Life (Alex) - Blair Underwood – A Soldier's Play (Richard Davenport)   | - Mary-Louise Parker – The Sound Inside (Bella) - Joaquina Kalukango – Slave Play (Kaneisha) - Laura Linney – A nevem Lucy Barton (Lucy Barton) - Audra McDonald – Krumplirózsa (Frankie)                                                                                          |
| Legjobb férfi főszereplő musicalben | Legjobb női főszereplő musicalben |
| - Aaron Tveit – Moulin Rouge! (Christian) | - Adrienne Warren – Rocknagyi (Tina Turner) - Karen Olivo – Moulin Rouge! (Satine) - Elizabeth Stanley – Jagged Little Pill (Mary Jane "M.J." Healy) |
| Legjobb férfi mellékszereplő színdarabban | Legjobb női mellékszereplő színdarabban |
| - David Alan Grier – A Soldier's Play (Vernon C. Waters) - Ato Blankson-Wood – Slave Play (Gary) - James Cusati-Moyer – Slave Play (Dustin) - John Benjamin Hickey – The Inheritance (Henry Wilcox) - Paul Hilton – The Inheritance (Morgan/Walter Poole)               | - Lois Smith – The Inheritance (Margaret) - Jane Alexander – Válaszfalak (Nancy) - Chalia La Tour – Slave Play (Teá) - Annie McNamara – Slave Play (Alana) - Cora Vander Broek – Linda Vista (Jules)                                                                               |
| Legjobb férfi mellékszereplő musicalben | Legjobb női mellékszereplő musicalben |
| - Danny Burstein – Moulin Rouge! (Harold Zidler) - Derek Klena – Jagged Little Pill (Nicholas "Nick" Healy) - Sean Allan Krill – Jagged Little Pill (Steve Healy) - Sahr Ngaujah – Moulin Rouge! (Henri de Toulouse-Lautrec) - Daniel J. Watts – Rocknagyi (Ike Turner) | - Lauren Patten – Jagged Little Pill (Joanne "Jo" Taylor) - Kathryn Gallagher – Jagged Little Pill (Bella Fox) - Celia Rose Gooding – Jagged Little Pill (Mary Frances "Frankie" Healy) - Robyn Hurder – Moulin Rouge! (Nini) - Myra Lucretia Taylor – Rocknagyi (Gran Georgeanna) |
| Legjobb színdarabrendező | Legjobb musicalrendező |
| - Stephen Daldry – The Inheritance - David Cromer – The Sound Inside - Kenny Leon – A Soldier's Play - Jamie Lloyd – Árulás - Robert O'Hara – Slave Play | - Alex Timbers – Moulin Rouge! - Phyllida Lloyd – Rocknagyi - Diane Paulus – Jagged Little Pill |
| Legjobb eredeti zene | Legjobb koreográfia |
| - Christopher Nightingale (zene) – Karácsonyi ének - Paul Englishby (zene) – The Inheritance - Fitz Patton, Jason Michael Webb (zene) – A tetovált rózsa - Lindsay Jones (zene) – Slave Play - Daniel Kluger (zene) – The Sound Inside                                  | - Sonya Tayeh – Moulin Rouge! - Sidi Larbi Cherkaoui – Jagged Little Pill - Anthony Van Laast – Rocknagyi |
| Legjobb díszlettervezés színdarabban | Legjobb díszlettervezés musicalben |
| - Rob Howell – Karácsonyi ének - Bob Crowley – The Inheritance - Soutra Gilmour – Árulás - Derek McLane – A Soldier's Play - Clint Ramos – Slave Play | - Derek McLane – Moulin Rouge! - Riccardo Hernández, Lucy MacKinnon – Jagged Little Pill - Mark Thompson, Jeff Sugg – Rocknagyi |
| Legjobb jelmeztervezés színdarabban | Legjobb jelmeztervezés musicalben |
| - Rob Howell – Karácsonyi ének - Dede Ayite – Slave Play - Dede Ayite – A Soldier's Play - Bob Crowley – The Inheritance - Clint Ramos – A tetovált rózsa | - Catherine Zuber – Moulin Rouge! - Emily Rebholz – Jagged Little Pill - Mark Thompson – Rocknagyi |
| Legjobb látványtervezés színdarabban | Legjobb látványtervezés musicalben |
| - Hugh Vanstone – Karácsonyi ének - Jiyoun Chang – Slave Play - Jon Clark – The Inheritance - Heather Gilbert – The Sound Inside - Allen Lee Hughes – A Soldier's Play                                                                                                  | - Justin Townsend – Moulin Rouge! - Bruno Poet – Rocknagyi - Justin Townsend – Jagged Little Pill |
| Legjobb hangkeverés színdarabban | Legjobb hangkeverés musicalben |
| - Simon Baker – Karácsonyi ének - Paul Arditti, Christopher Reid – The Inheritance - Lindsay Jones – Slave Play - Daniel Kluger – Sea Wall/A Life - Daniel Kluger – The Sound Inside                                                                                    | - Peter Hylenski – Moulin Rouge! - Jonathan Deans – Jagged Little Pill - Nevin Steinberg – Rocknagyi |
| Legjobb zenekar | |
| - Katie Kresek, Charlie Rosen, Matt Stine, Justin Levine – Moulin Rouge! - Tom Kitt – Jagged Little Pill - Ethan Popp – Rocknagyi | |

‡ A darabnak járó díjat annak producerei vették át.

### Különdíjak
- Isabelle Stevenson-díj: Julie Halston
- Színházi életműdíj: Graciela Daniele
- Tony-különdíj: The Broadway Advocacy Coalition, David Byrne: American Utopia, Freestyle Love Supreme

## Előadott számok
- "You Can't Stop the Beat" (Hajlakk) – Marissa Jaret Winokur, Matthew Morrison, Kerry Butler, Chester Gregory, Darlene Love[7]
- "What I Did for Love" (Tánckar) – Ali Stroker
- "Anyone Can Whistle" (Fütyörészni könnyű) – Jennifer Nettles[8]
- "And I Am Telling You I'm Not Going" (Dreamgirls) – Jennifer Holliday[9]

### Broadway's Back!
- "Broadway's Back Tonight!" (nyitószám) – Leslie Odom Jr.[7]
- "Burning Down the House" – American Utopia
- "My Girl" / "Ain't Too Proud to Beg" – John Legend and the cast of Ain't Too Proud
- "Lady Marmalade" / "Because We Can" – Moulin Rouge!
- Broadway Advocacy Coalition
- "Move On" (Sunday in the Park with George) – Ben Platt, Anika Noni Rose
- "Ironic" / "All I Really Want" – Jagged Little Pill
- "Beautiful City" (Godspell) – Josh Groban, Leslie Odom Jr.
- "The Impossible Dream (The Quest)" (La Mancha lovagja) – Brian Stokes Mitchell
- "Somewhere" (West Side Story) – Norm Lewis, Kelli O'Hara
- "We Don't Need Another Hero (Thunderdome)" / "The Best" / "Proud Mary" – Rocknagyi
- "It Takes Two" (Vadregény) – Tituss Burgess, Andrew Rannells
- "You Matter to Me" (Waitress) – Leslie Odom Jr., Nicolette Robinson
- "For Good" (Wicked) – Kristin Chenoweth, Idina Menzel
- "What You Own" (Rent) – Adam Pascal, Anthony Rapp
- "Wheels of a Dream" (Ragtime) – Audra McDonald, Brian Stokes Mitchell
- Freestyle Love Supreme[10]

## Fordítás
- Ez a szócikk részben vagy egészben  a(z)   74th Tony Awards című angol Wikipédia-szócikk fordításán alapul.  Az eredeti cikk szerkesztőit annak laptörténete sorolja fel. Ez a jelzés csupán a megfogalmazás eredetét és a szerzői jogokat jelzi, nem szolgál a cikkben szereplő információk forrásmegjelöléseként.